# Trametes pubescens
Trametes pubescens é um pequeno e fino poliporo, ou orelha-de-pau do reino Fungi. Possui um chapéu fino e aveludado, de cor creme. Diferentemente de outras espécies de Trametes similares ao T. versicolor, a superfície do chapéu não possui zonas fortemente contrastantes em cor.
Trametes pubescens  um fungo anual, saproftico, decompositor de madeira morta, crescendo em gurpo em troncos e galhos caí considerado um patógeno de plantas, infectando pessegueiros e nectarinas. Não é comestível.
O genoma de T. pubescens foi publicado em 2017 por Zoraide Granchi e colaboradores, do projeto OPTIBIOCAT. O genoma contém 39,7 milhões de bases. O consórcio estima que existem 14.451 genes diferentes, o que corresponde  média das espécies saprofíticas. O seqüenciamento foi realizado em Leiden, Holanda